# The A.V. Club
The A.V. Club ist eine Online-Zeitung und Entertainment-Website mit Rezensionen, Interviews und anderen Artikeln, die Filme, Musik, Fernsehen, Bücher, Spiele und andere Elemente der Popkultur behandeln. The A.V. Club wurde 1993 als Ergänzung zu seiner satirischen Mutterpublikation The Onion gegründet. Obwohl er Teil der 1996 gestarteten Website von The Onion war, hatte The A.V. Club zu diesem Zeitpunkt nur eine minimale Präsenz auf der Website.
Bei einer Neugestaltung der Website im Jahr 2005 wurde The A.V. Club an prominenterer Stelle platziert, wodurch seine Online-Identität wachsen konnte. Im Gegensatz zu The Onion ist The A.V. Club nicht satirisch, wenngleich er einen ähnlich respektlosen Stil verwendet. Der Name der Publikation ist eine Anspielung auf audiovisuelle (AV) Clubs, die typisch für amerikanische High Schools sind.

## Geschichte

### Gründung und Erfolg
1993, fünf Jahre nach der Gründung von The Onion, gründete Stephen Thompson, Student an der University of Wisconsin–Madison, eine Unterhaltungsrubrik in der Zeitung.
„A.V. Club“ steht für ‚audio-visuell‘. In den Vereinigten Staaten gab es Ende des 20. Jahrhunderts an vielen High Schools Arbeitsgemeinschaften für Schüler, die sich mit Lautsprechern, Projektoren und anderen Video- und Audiogeräten vertraut machen wollten.
Im Jahr 1996 debütierten sowohl The Onion als auch The A.V. Club im Internet. The A.V. Club war ursprünglich eine Unterseite des Hauptdomainnamens theonion.com.
Im Dezember 2004 verließ Stephen Thompson seine Position als Gründungsredakteur von The A.V. Club.
Die Rubrik wurde auf ihren eigenen Domainnamen theavclub.com verschoben, bevor 2005 der kürzere Domainname avclub.com erworben wurde. Die letztgenannte Änderung fiel mit einer Neugestaltung zusammen, die Leserkommentare und Blog-Inhalte einbezog. Im Jahr 2006 änderte die Website ihr Inhaltsmodell erneut und fügte nun täglich statt wöchentlich Inhalte hinzu.
Nach Angaben von Sean Mills, dem damaligen Präsidenten von The Onion, erreichte die Website des A.V. Clubs im Oktober 2007 erstmals mehr als eine Million Besucher. Ende 2009 wurde berichtet, dass die Website mehr als 1,4 Millionen Besucher und 75.000 Kommentare pro Monat verzeichnete.
Auf dem Höhepunkt ihres Bestehens war die Printversion von The A.V. Club in 17 verschiedenen Städten erhältlich. Es wurden auch lokalisierte Abschnitte der Website mit Rezensionen und Nachrichten, die für bestimmte Städte relevant waren, angeboten. Die Printversion und die lokalisierten Websites wurden nach und nach eingestellt, und im Dezember 2013 wurde die Produktion der Printausgabe in den letzten drei Märkten eingestellt.
Am 9. Dezember 2010 enthüllte die Website ComicsComicsMag, dass eine Rezension für das Buch Genius, Isolated: The Life and Art of Alex Toth gefälscht worden war. Das Buch war noch nicht veröffentlicht und von den Autoren noch nicht einmal fertiggestellt worden. Nachdem die Rezension entfernt worden war, veröffentlichte der Redakteur Keith Phipps eine Entschuldigung auf der Website, in der er erklärte, dass der mit der Rezension beauftragte Reporter kein Exemplar des Buches finden konnte („aus offensichtlichen Gründen“) und die Rezension daher gefälscht war. Leonard Pierce, der Autor der Rezension, wurde von seiner freiberuflichen Tätigkeit bei der Website entlassen.

### Abgänge von Mitarbeitern zwischen 2012 und 2014
Am 13. Dezember 2012 trat der langjährige Redakteur Keith Phipps, der die Website nach dem Weggang von Stephen Thompson leitete, von seiner Rolle zurück. Am 2. April 2013 folgte der langjährige Filmkritiker und -redakteur Scott Tobias.
Am 26. April 2013 kündigten die langjährigen Autoren Nathan Rabin, Tasha Robinson und Genevieve Koski an, dass auch sie die Website verlassen würden, um mit Scott Tobias und Keith Phipps an einem neuen Projekt zu arbeiten. Der Autor Noel Murray kündigte an, dass er sich dem neuen Projekt anschließen, aber auch weiterhin in reduzierter Form Beiträge für The A.V. Club schreiben werde. Am 30. Mai 2013 wurde bekannt gegeben, dass diese sechs Autoren Teil des leitenden Personals von The Dissolve werden, einer von Pitchfork Media betriebenen Film-Website.
Im April und Juni 2014 verließen die leitenden Redakteure Kyle Ryan, Sonia Saraiya und Emily St. James die Website und wechselten zu Entertainment Weekly, Salon bzw. Vox Media. 2015 kehrte Ryan zu Onion, Inc. zurück, um eine Position in der Entwicklung zu übernehmen. Nach seinem Weggang von The Dissolve Anfang desselben Monats kehrte Nathan Rabin zurück, um im Mai 2015 freiberuflich für die Website des A.V. Clubs zu schreiben. Er erneuerte seine regelmäßige Kolumne My World of Flops. The Dissolve wurde im Juli 2015 eingestellt.

### Univision-Ära und Fernsehsendung
Univision-Ära und Fernsehsendung
Im Januar 2016 erwarb Univision Communications eine 40-prozentige Mehrheitsbeteiligung an Onion Inc, der Muttergesellschaft von The A.V. Club. Später im selben Jahr kaufte Univision auch Gawker Media und gliederte mehrere Gawker-Seiten in die neue Gizmodo Media Group, eine Abteilung der Fusion Media Group, um.
Am 16. Februar 2017 veröffentlichte der Chefredakteur von The A.V. Club, John Teti, einen Artikel auf der Website, in dem er die bevorstehende Veröffentlichung einer Fernsehserie mit dem Titel The A.V. Club ankündigte, die auf der Website basiert. Die von Teti moderierte Serie wurde ab dem 16. März 2017 auf Fusion ausgestrahlt und lief eine Staffel lang. Die Serie enthielt Nachrichten, Kritik und Diskussionen über verschiedene Themen der Populärkultur und stellte Mitarbeiter der Website vor.
Die Website wurde anschließend von Bulbs, einem von Onion Inc. entwickelten internen Content-Management-System, auf die von Gawker entwickelte Kinja-Plattform migriert. Die auf der vorherigen Website gehosteten Publikumsrezensionen wurden gelöscht und das Kinja-Kommentarsystem wurde von der Kommentar-Community der Website stark verspottet, was zu einem starken Rückgang der Aktivität führte.

### Onion Inc. Gewerkschaft
Im März 2018 gaben die Mitarbeiter des Unternehmens bekannt, dass sie sich bei der Writers Guild of America, East, gewerkschaftlich organisiert haben. Die Gewerkschaft umfasst „alle kreativen Mitarbeiter von Onion Inc: The A.V. Club, The Onion, ClickHole, The Takeout, Onion Labs und die Video- und Grafikabteilungen von Onion Inc.“ (ClickHole wurde anschließend im Februar 2020 von Cards Against Humanity übernommen.) Die Gewerkschaft wurde am 20. April 2018 anerkannt und erzielte am 20. Dezember 2018 eine Vertragsvereinbarung mit der Geschäftsführung. [40] Der Vertrag beinhaltet „jährliche Gehaltserhöhungen, Mindestlohnstufen, eine starke Sprache für Vielfalt und gegen Belästigung, gerechte Gründe, gewerkschaftliche Sicherheit, redaktionelle Unabhängigkeit, Rechte an geistigem Eigentum und ein Ende von dauerhaft angestellten Freiberuflern.“

### Ära G/O Media und Abgänge von Mitarbeitern im Jahr 2022
Im Juli 2018 kündigte Univision an, einen Käufer für die gesamte Gizmodo-Gruppe zu suchen. Im April 2019 wurden Gizmodo und The Onion an die Private-Equity-Firma Great Hill Partners verkauft, die sie in einem neuen Unternehmen namens G/O Media zusammenfasste. Im Juli 2019 verließen die Chefredakteurin Laura M. Browning und die geschäftsführende Redakteurin Caitlin PenzeyMoog. Anfang 2020 wurde der ehemalige Redakteur von People und Entertainment Weekly, Patrick Gomez, zum Chefredakteur ernannt, und es wurde bekannt gegeben, dass die Website ein Büro in Los Angeles eröffnete. Im August 2021 kam Scott Robson von Yahoo Entertainment und E! Online hinzu, um das Team zu leiten.
Am 18. Januar 2022 gab die Gewerkschaft, die die Mitarbeiter der Website vertritt, bekannt, dass alle sieben Mitarbeiter, die in Chicago tätig waren, eine Abfindung erhalten hatten, da sie den obligatorischen Umzug des Arbeitsortes nach Los Angeles nicht akzeptiert hatten. Dies betraf vor allem die leitenden Mitarbeiter der Website und umfasste den leitenden Redakteur, den Filmredakteur, den Fernsehredakteur, den stellvertretenden Redakteur, den leitenden Autor, den stellvertretenden Redakteur und den redaktionellen Koordinator.

### Ära Paste Media
Im März 2024 wurde bekannt, dass G/O Media The A.V. Club an Paste Media verkauft hatte, die zuvor die stillgelegten G/O Media-Seiten Jezebel und Splinter News für einen Relaunch gekauft hatten. Dies führte dazu, dass The A.V. Club zum ersten Mal überhaupt von The Onion getrennt wurde, da G/O Media The Onion im darauffolgenden Monat an Global Tetrahedron verkaufte. Zwei Mitarbeiter wurden im Rahmen des Übergangs entlassen. Der CEO von Paste Media, Josh Jackson, betonte, dass Paste und The A.V. Club nicht zusammengelegt würden, und versicherte, dass die Kommentare, die von G/O Media kurzzeitig deaktiviert worden waren, wiederhergestellt würden.
Im Juni 2024 wurden verschiedene Änderungen angekündigt, darunter die Wiederbelebung der Webserie A.V. Undercover nach einer siebenjährigen Pause, die Entfernung von KI-Artikeln, die während der Ära von G/O Media geschrieben wurden, die Rückkehr bekannter Autoren (darunter Nathan Rabin und Ignatiy Vishnevetsky) und die Einführung eines Abonnentenprogramms. Im Juli 2024 kehrte Danette Chavez, von 2015 bis 2022 Autorin und Redakteurin bei The A.V. Club, als Chefredakteurin zur Website zurück.

## Auszeichnungen
2017 gewann The A.V. Club einen Eisner Award für „Best Comics-related Periodical/Journalism“ (für Arbeiten, die 2016 veröffentlicht wurden). Der Preis ging an Oliver Sava, Caitlin Rosberg, Shea Hennum, Tegan O'Neil und Caitlin Penzey-Moog.

## Bestenlisten
Ab 1999 wurden nur noch Listen veröffentlicht, die von einzelnen Autoren verfasst wurden. Ab 2006 begann The A.V. Club mit der Veröffentlichung von Website-übergreifenden Album- und Film-Rankings sowie von Listen, die von einzelnen Autoren erstellt wurden. Zusätzlich wurden für die 2000er und 2010er Jahre Dekaden-Listen veröffentlicht.

### Album des Jahres
| Jahr | Künstler           | Album                             | Land                   | Beleg  |
| ---- | ------------------ | --------------------------------- | ---------------------- | ------ |
| 2006 | The Hold Steady    | Boys and Girls in America         | Vereinigte Staaten     | [ 55 ] |
| 2007 | Arcade Fire        | Neon Bible                        | Kanada                 | [ 56 ] |
| 2008 | TV on the Radio    | Dear Science                      | Vereinigte Staaten     | [ 57 ] |
| 2009 | Phoenix            | Wolfgang Amadeus Phoenix          | Frankreich             | [ 58 ] |
| 2010 | Kanye West         | My Beautiful Dark Twisted Fantasy | Vereinigte Staaten     | [ 59 ] |
| 2011 | Wye Oak            | Civilian                          | Vereinigte Staaten     | [ 60 ] |
| 2012 | Frank Ocean        | Channel Orange                    | Vereinigte Staaten     | [ 61 ] |
| 2013 | Kanye West         | Yeezus                            | Vereinigte Staaten     | [ 62 ] |
| 2014 | Angel Olsen        | Burn Your Fire for No Witness     | Vereinigte Staaten     | [ 63 ] |
| 2015 | Kendrick Lamar     | To Pimp a Butterfly               | Vereinigte Staaten     | [ 64 ] |
| 2016 | David Bowie        | Blackstar                         | Vereinigtes Königreich | [ 65 ] |
| 2017 | Kendrick Lamar     | DAMN.                             | Vereinigte Staaten     | [ 66 ] |
| 2018 | Beach House        | 7                                 | Vereinigte Staaten     | [ 67 ] |
| 2019 | FKA Twigs          | Magdalene                         | Vereinigtes Königreich | [ 68 ] |
| 2020 | Fiona Apple        | Fetch the Bolt Cutters            | Vereinigte Staaten     | [ 69 ] |
| 2021 | Japanese Breakfast | Jubilee                           | Vereinigte Staaten     | [ 70 ] |
| 2022 | Beyoncé            | Renaissance                       | Vereinigte Staaten     | [ 71 ] |
| 2023 | Olivia Rodrigo     | Guts                              | Vereinigte Staaten     | [ 72 ] |
| 2024 | Waxahatchee        | Tigers Blood                      | Vereinigte Staaten     | [ 73 ] |

### Film des Jahres
| Jahr | Regisseur            | Film                                   | Land                                             | Beleg  |
| ---- | -------------------- | -------------------------------------- | ------------------------------------------------ | ------ |
| 2006 | Alfonso Cuarón       | Children of Men                        | Vereinigte Staaten Vereinigtes Königreich Mexiko | [ 74 ] |
| 2007 | Ethan und Joel Coen  | No Country for Old Men                 | Vereinigte Staaten                               | [ 75 ] |
| 2008 | Andrew Stanton       | WALL·E – Der Letzte räumt die Erde auf | Vereinigte Staaten                               | [ 76 ] |
| 2009 | Kathryn Bigelow      | Tödliches Kommando – The Hurt Locker   | Vereinigte Staaten Kanada Frankreich             | [ 77 ] |
| 2010 | Debra Granik         | Winter’s Bone                          | Vereinigte Staaten                               | [ 78 ] |
| 2011 | Terrence Malick      | The Tree of Life                       | Vereinigte Staaten                               | [ 79 ] |
| 2012 | Paul Thomas Anderson | The Master                             | Vereinigte Staaten                               | [ 80 ] |
| 2013 | Richard Linklater    | Before Midnight                        | Vereinigte Staaten                               | [ 81 ] |
| 2014 | Richard Linklater    | Boyhood                                | Vereinigte Staaten                               | [ 82 ] |
| 2015 | George Miller        | Mad Max: Fury Road                     | Australien Vereinigte Staaten                    | [ 83 ] |
| 2016 | Kenneth Lonergan     | Manchester by the Sea                  | Vereinigte Staaten                               | [ 84 ] |
| 2017 | Sean Baker           | The Florida Project                    | Vereinigte Staaten                               | [ 85 ] |
| 2018 | Lee Chang-dong       | Burning                                | Südkorea                                         | [ 86 ] |
| 2019 | Martin Scorsese      | The Irishman                           | Vereinigte Staaten                               | [ 87 ] |
| 2020 | Kelly Reichardt      | First Cow                              | Vereinigte Staaten                               | [ 88 ] |
| 2021 | Wes Anderson         | The French Dispatch                    | Vereinigte Staaten                               | [ 89 ] |
| 2022 | Todd Field           | Tár                                    | Vereinigte Staaten                               | [ 90 ] |
| 2023 | Celine Song          | Past Lives – In einem anderen Leben    | Vereinigte Staaten                               | [ 91 ] |
| 2024 | Luca Guadagnino      | Challengers – Rivalen                  | Vereinigte Staaten                               | [ 92 ] |

### Fernsehserie des Jahres
Jährliche Ranglisten für das Fernsehen wurden 2010 eingeführt.
| Jahr | Serie                                             | Sender      | Land                   | Beleg   |
| ---- | ------------------------------------------------- | ----------- | ---------------------- | ------- |
| 2010 | Breaking Bad                                      | AMC         | Vereinigte Staaten     | [ 93 ]  |
| 2011 | Louie                                             | FX          | Vereinigte Staaten     | [ 94 ]  |
| 2012 | Breaking Bad                                      | AMC         | Vereinigte Staaten     | [ 95 ]  |
| 2013 | Enlightened – Erleuchtung mit Hindernissen        | HBO         | Vereinigte Staaten     | [ 96 ]  |
| 2014 | Hannibal                                          | NBC         | Vereinigte Staaten     | [ 97 ]  |
| 2015 | Mad Men                                           | AMC         | Vereinigte Staaten     | [ 98 ]  |
| 2016 | The People v. O. J. Simpson: American Crime Story | FX          | Vereinigte Staaten     | [ 99 ]  |
| 2017 | The Good Place                                    | NBC         | Vereinigte Staaten     | [ 100 ] |
| 2018 | The Americans                                     | FX          | Vereinigte Staaten     | [ 101 ] |
| 2019 | Fleabag                                           | Prime Video | Vereinigtes Königreich | [ 102 ] |
| 2020 | I May Destroy You                                 | HBO         | Vereinigtes Königreich | [ 103 ] |
| 2021 | Succession                                        | HBO         | Vereinigte Staaten     | [ 104 ] |
| 2022 | The Bear: King of the Kitchen                     | Hulu        | Vereinigte Staaten     | [ 105 ] |
| 2023 | Succession                                        | HBO         | Vereinigte Staaten     | [ 106 ] |
| 2024 | Shōgun                                            | Hulu        | Vereinigte Staaten     | [ 107 ] |

### Computerspiele des Jahres
Vor 2021 gab es keine feste Reihenfolge der Computerspiele innerhalb der Bestenlisten.
| Jahr | Computerspiel                             | Entwickler   | Land     | Beleg   |
| ---- | ----------------------------------------- | ------------ | -------- | ------- |
| 2021 | Returnal                                  | Housemarque  | Finnland | [ 108 ] |
| 2022 | Elden Ring                                | FromSoftware | Japan    | [ 109 ] |
| 2023 | The Legend of Zelda: Tears of the Kingdom | Nintendo     | Japan    | [ 110 ] |
| 2024 | Balatro                                   | LocalThunk   | Kanada   | [ 111 ] |

## Veröffentlichungen (Auswahl)
- Stephen Thompson (Hrsg.): The Tenacity of the Cockroach: Conversations with Entertainment's Most Enduring Outsiders. Three Rivers Press, New York 2002, ISBN 0-609-80991-1 (englisch, 407 S.).
- Inventory: 16 Films Featuring Manic Pixie Dream Girls, 10 Great Songs Nearly Ruined by Saxophone, and 100 More Obsessively Specific Pop-Culture Lists. Scribner, New York 2009, ISBN 978-1-4165-9473-4 (englisch, 256 S.).
- Nathan Rabin: My Year of Flops: The A.V. Club Presents One Man's Journey Deep into the Heart of Cinematic Failure. Scribner, New York 2010, ISBN 978-1-4391-5312-3 (englisch, 264 S.).
- Zack Handlen, Todd VanDerWerff: Monsters of the Week: The Complete Critical Companion to The X-Files. Abrams Press, New York 2018, ISBN 978-1-4197-3247-8 (englisch, 490 S.).